# Réserve naturelle nationale de l'île de Rhinau
La réserve naturelle nationale de l'île de Rhinau (RNN106) est une réserve naturelle nationale de la collectivité européenne d'Alsace. Elle a été créée en 1991 et protège 307 hectares de forêt alluviale rhénane.

## Localisation

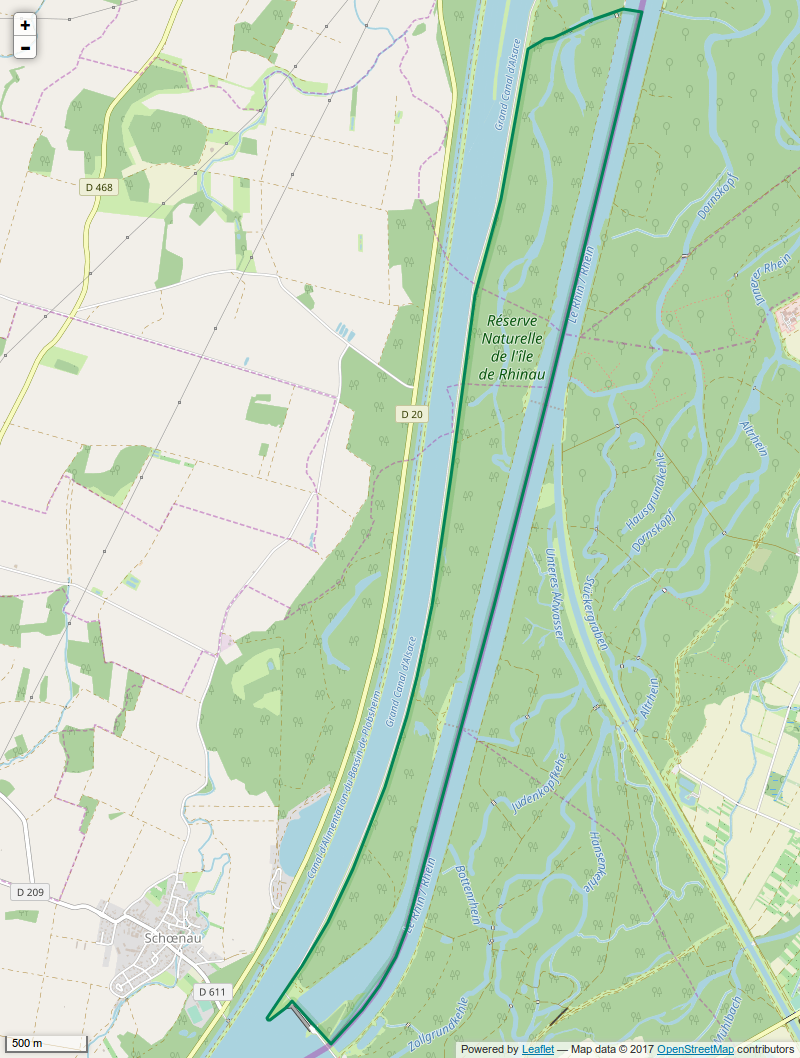
Périmètre de la réserve naturelle.

Située entre le Vieux Rhin et le Rhin canalisé, l’île de Rhinau, longue de 10 km, large de 400 m au maximum et couvrant 375 hectares s’étend sur les communes de Rhinau, Schœnau et Sundhouse dans le Bas-Rhin.

## Histoire du site et de la réserve
Avant le XIXe siècle, le Rhin est une rivière sauvage dont les multiples bras et îles se déplacent au gré des crues sur une largeur atteignant 9 km. Le territoire est alors une zone à paludisme. Entre 1817 et 1870, des travaux sont entrepris pour canaliser le fleuve, assécher des terres et fixer la frontière franco-allemande. Ces travaux entraînent un enfoncement du fleuve et de la nappe phréatique. À partir de 1925, le cours du Rhin est à nouveau modifié pour l'installation d'usines hydroélectriques et pour améliorer la navigation. La digue isole le fleuve des milieux naturels qui l'environnent, mais les remontées de la nappe phréatique sont toujours sensibles.

## Écologie (biodiversité, intérêt écopaysager…)

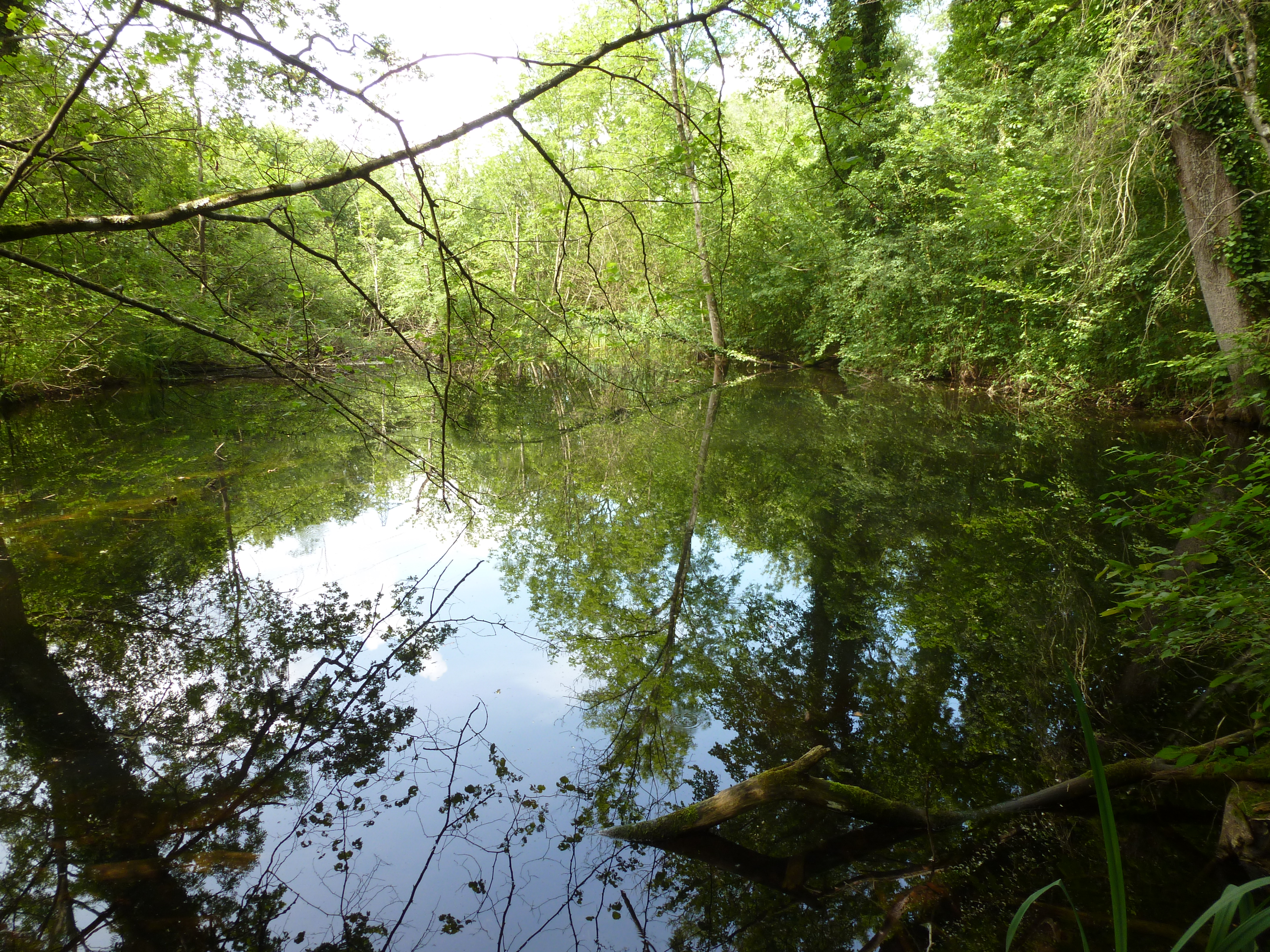
Mare en forêt.

Le site de l'île de Rhinau est représentatif de ce que l'on appelle la forêt alluviale rhénane. C'est un peuplement spécifique né sur les matériaux déposés par les crues du fleuve et continuellement remodelés. Les inondations du Rhin continuent à entretenir le caractère alluvial de la forêt. On y trouve une multitude de milieux forestiers, herbacés, aquatiques, souvent de faible surface et diversifiés, qui s’imbriquent.

### Flore
On trouve sur le site plus de 500 espèces de plantes, des dizaines d’espèces de champignons, de nombreuses mousses et d'imposantes lianes (clématite, lierre…).
Dans les secteurs les plus soumis aux crues, peupliers noirs, saules et aulnes blancs occupent l'espace. Ils côtoient ailleurs une ribambelle d'arbres et d'arbustes : ormes, frênes, peupliers blancs, chênes, merisiers à grappes, érables, pommiers sauvages, fusains d'Europe, camérisiers, lianes comme le lierre et le houblon sauvage… Au total, on compte près d'une cinquantaine d'espèces différentes, une richesse inégalée dans les forêts de plaine ordinaires.

### Faune
Le sanglier, le chevreuil, le renard, le blaireau, le castor fréquentent la réserve naturelle. La forêt alluviale, avec ses multitudes de strates, héberge plus de 85 espèces d'abeilles et de bourdons sauvages, de coléoptères et d'insectes en tous genres. On compte environ 140 espèces d'oiseaux qui occupent des niches écologiques différentes. On y trouve les Pics, la Sittelle torchepot, les Mésanges, la Fauvette à tête noire, le Pinson des arbres.
L'hiver, le site reçoit la visite de plusieurs milliers de canards hivernants venus de Scandinavie : fuligules morillons, Canards chipeaux et souchets, harles bièvres, garrots à œil d'or.

## Intérêt touristique et pédagogique
L'accès à l'île de Rhinau est possible depuis l'usine hydroélectrique de Rhinau.

## Administration, plan de gestion, règlement
La réserve naturelle est gérée par le Conservatoire des Sites Alsaciens.

### Outils et statut juridique
La réserve naturelle a été créée par un décret du 6 septembre 1991.